# Selatosomus aeneus
Selatosomus aeneus је инсект из реда тврдокрилаца који припада фамилији скочибуба (Elateridae).

## Распрострањеност
Врста је распорстрањена широм Европе. У Србији је бележена у североисточном, централном, западном и јужном делу земље.

## Станиште
Јавља се у широком спектру станишта од шума, ливада и станишта са ниском вегетацијом до пољопривредних усева где су одрасле јединке активне од раног пролећа до средине лета. У северним деловима Европе ларве ове скочибубе су веома бројне и представљају штеточине за пољопривредне усеве попут житарица, сунцокрета и кромпира, јер се хране садницама и кореном младих биљака у развоју изазивајући пропадање и немогућност даљег раста биљака.

## Опис врсте
Одрасли инсект достиже дужину тела од 10 до 15 mm. Боја тела им варира од металик зелене, плаве до бронзано-црне боје. Антене су тамне, а обојеност ногу може варирати од црвених нијанси до потпуно тамне.
Јаја су веома ситна, мања од 1mm, сферична и бела. Потпуно одрасла ларва има дужину око 25 mm и јарко жуту обојеност са металним одсајејм. Лутка је дугачка око 16 mm и није пигментисана. 

## Животни циклус
Одрасле јединке су веома активне током маја и јуна. Могу се наћи на земљи са ретком вегерацијом где се хране лишћем трава и жбуња, непосредно пред сезону парења. Женке су веома плодне, дају између 300-650 јаја које полажу на листове трава, међу лишћем или у пукотине на земљи. Након 4-5 недеља развијају се ларве које се крећу по земљишту тражећи оптималне услове температуре и влажности пре него што почну да се хране корењем и младим изданцима. Познато је да се хране и ситним инсектима и ларвама, а како расту крећу се између биљака на површини земље или кроз земљиште. Стадијум ларве траје између 2 до 4 године. Ларве метаморфозирају у лутку у којој остају до следећег пролећа.

## Рефернце
1. 1 2  Alciphron
2. ↑  „PESI portal - Selatosomus (Selatosomus) aeneus (Linnaeus, 1758)”. www.eu-nomen.eu. Приступљено 2023-02-21.
3. 1 2 3  „Selatosomus aeneus”. uk beetles (на језику: енглески). Архивирано из оригинала 21. 02. 2023. г. Приступљено 2023-02-21.